# 張家賓
張家賓（?—1886年），中國清朝武官官員，本籍。1886年（光緒12年）奉旨接任楊在元擔任台灣鎮總兵。是台灣清治時期此期間，受台灣道制約的台灣地區最高軍事首長。1886年，張家賓因疾卒於任。
| 前任： 楊在元 | 台灣鎮總兵 1886年上任 | 繼任： 章高元 |